# Legenda negrului Charley
Legenda negrului Charley (titlul original: în engleză The Legend of Nigger Charley) este un film western american de blaxploitation, realizat în 1972 de regizorul Martin Goldman, după o povestire a lui James Bellah, protagoniști fiind actorii Fred Williamson, D'Urville Martin, Thomas Anderson și Don Pedro Colley.
A fost urmat de sequelul din 1973, Sufletul negrului Charley.

## Rezumat
Filmul începe arătându-l pe Charley în copilărie cu mama sa Theo în Africa când cei doi sunt luați cu forța în sclavie. Douăzeci de ani mai târziu, Charley ucide un proprietar abuziv de plantație și fuge cu cei doi prieteni ai săi, Joshua și Toby. În timp ce fug de vânătorii de sclavi, cei trei se confruntă cu rasismul, divergențele și dragostea, într-un oraș mic unde poposiseră. După ce Joshua este ucis într-un conflict împotriva nelegiuitului orașului, filmul se termină cu Charley și Toby părăsind orașul pentru a continua călătoria lor fără nicio destinație.

## Distribuție
- Fred Williamson – Charley „Nigger Charley”
- D'Urville Martin – Toby
- Don Pedro Colley – Joshua
- Thomas Anderson – „Shadow”
- Jerry Gatlin – șeriful Rhinehart
- Alan Gifford – Hill Carter
- Will Hussung – dr. Saunders
- Gertrude Jeannette – Theo
- Fred Lerner – Ollokot
- Marcia McBroom – Leda
- Bill Moor – Walker
- Tricia O'Neil – Sarah Lyons
- John Ryan – Houston
- Doug Row – Dewey Lyons
- Joe Santos – reverendul